# Dimitar Tapkov
Dimitar Tapkov (Tapkoff) (født 12. juli 1929 i Sofia - død 7. maj 2011) var en bulgarsk komponist og musikpædagog.
Tapkov studerede komposition på Sofia Statsakademi hos Marin Goleminov. Han har skrevet tre symfonier, orkesterværker, kammermusik, kormusik, vokalmusik etc.

## Udvalgte værker
- Symfoni nr. 1 "1878 AD" (1978) - for orgel og orkester
- Symfoni nr. 2 (1991) - for stemme og orkester
- Symfoni nr. 3 "Mikro" (1992) - for strygere
- 3 Sinfoniettas (1966, 1967, 1971) - for strygere